# Bandera Negra
Bandera Negra (Santa Hermandad Catalana) fue la suborganización armada secreta del partido político Estat Català, fundada el 3 de mayo de 1925. 
Su nombre hacía referencia a la bandera negra que durante la Campaña de Cataluña (1713-1714) alzaron los defensores de Barcelona el 1 de agosto de 1714, señalando a las tropas borbónicas que lucharían hasta la muerte y jamás capitularían, aunque el 12 de septiembre capitularían dando por terminada así la causa del Archiduque de Austria. Sin embargo, el historiador Enric Ucelay-Da Cal la relaciona con «el tradicional símbolo asociado a la voluntad de matar o morir».

## Historia
Así explica el historiador Enric Ucelay-Da Cal cómo nació Bandera Negra:

En la calle Bertrellans, una oscura callejuela paralela a la calle comercial (entonces en pleno desarrollo y construcción) de la Puerta del Ángel, había un piso con un pequeño grupo excursionista llamado la Serra del Cadí. Eran pocos, pero muchos de ellos tendrían destacadas actuaciones en los años siguientes. Decidieron por lo que más adelante se llamaría la vía armada. Con esa intención tomaron una identidad clandestina y se definieron como una "secreta hermandad catalana" con el sonoro y amenazante nombre de Bandera Negra... Establecieron contacto con Manuel Pagès, el segundo de Cardona y organizador de nuevas escuadras o escamots...

La organización tenía unos doce miembros dirigentes y algunos simpatizantes. El jefe más reseñable de la organización era Marcelino Perelló, junto con Jaume Compte (también militante del Centre Autonomista de Dependents del Comerç i de la Indústria). Se pueden citar como miembros destacados: Miquel Badia, Daniel Cardona (jefe en el exterior), Ramón Xammar, Emili Granier Barrera, Jaume Julià, Joan Bertran i Deu y Jaime Balius. Tenía comités también en Béziers (Francia) y en Buenos Aires.
Bandera Negra llevó a cabo el atentado contra el rey Alfonso XIII en las costas del Garraf (complot de Garraf) y alguna otra acción armada con resonancia, como fue el atentado con bomba contra la casa del barón de Maldá. Tras el descubrimiento y desbaratamiento de la insurgencia que Francesc Macià quería empezar en el norte de Cataluña, eventos conocidos como Hechos de Prats de Molló